# Globorotalia
Globorotalia Cushman, 1927 è un genere di foraminifero planctonico con guscio calcareo, presente dall'Oligocene in tutti gli oceani del mondo. È una forma molto utilizzata in campo biostratigrafico per la datazione delle rocce e dei sedimenti.

## Descrizione

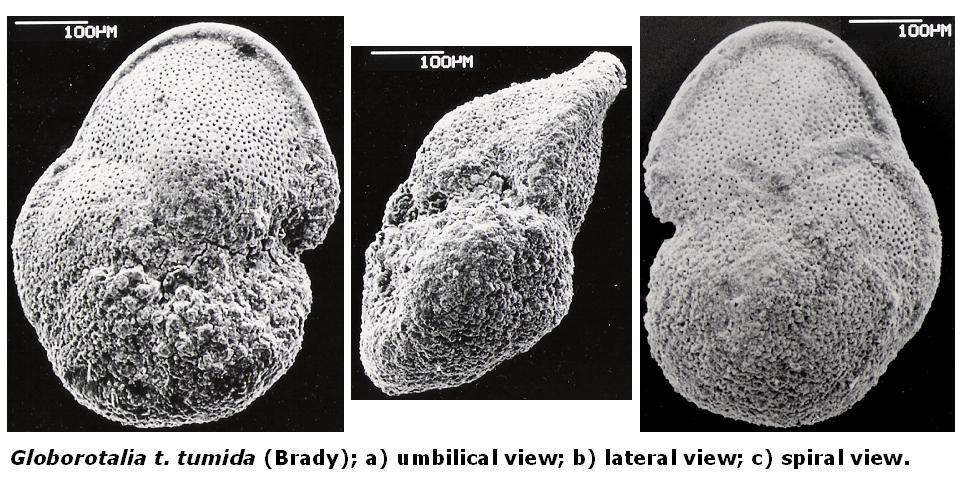
Globorotalia tumida (BRADY), specie tipo del genere Globorotalia. L'esemplare, ripreso al microscopio elettronico, viene da sedimenti tardo-pliocenici della Baja California (Messico). Scala in micrometri.

Guscio calcareo ialino, traslucido. Parete finemente perforata da pori, priva di spine. Avvolgimento trocospirale a spira generalmente bassa. Profilo del guscio piano-convesso o biconvesso. Ombelico stretto e profondo. Le suture tra le camere risultano ispessite; il margine periferico è arrotondato, talora lobato, dotato di una tipica singola carena più o meno angolosa, non perforata da pori. Apertura da ombelicale a extra-ombelicale (estesa al margine laterale), ad arco, delimitata da un labbro imperforato più o meno sviluppato; pori assenti nella regione prossima all'apertura.

## Distribuzione
In senso stretto, il genere Globorotalia compare nell'Oligocene ed è presente attualmente in tutti i mari e gli oceani del globo. Sono forme molto utilizzate in campo biostratigrafico, e varie specie costituiscono indici di biozona.
Il genere comprende attualmente sette specie accettate.

## Habitat
Globorotalia è un organismo planctonico, di habitat meso-batipelagico. Si tratta di un predatore di zooplancton.